# Боднаров (Коломыйский район)
Боднаро́в (укр. Боднарів) — село в Отынийской поселковой общине Коломыйского района Ивано-Франковской области Украины.
Население по переписи 2001 года составляло 53 человека. Занимает площадь 4,537 км². Почтовый индекс — 78233. Телефонный код — 03433.